# Rivfader
Rivfader (Zweeds voor: Scheurvader) is de eerste demo van de Finse metalband Finntroll. Op de demo verschijnen enkele nummers (Rivfader, Vätteanda en Midnattens widunder) die op het eerste studioalbum Midnattens Widunder (1999) zouden verschijnen, al klinken ze op Rivfader duidelijk anders. De teksten gaan vooral over trollen, geleid door de sjamaankoning Rivfader, die het op christelijke mensen gemunt hebben. Somnium en Katla laten zich vrij humoristisch uit op de cover van de demo:
"Hail fellow pagans!
The tape that you now proudly own has been created under strong influences of Northern folklore and Northern beer. The recordings date as long back as to the winter '95. And they've been recorded at several locations. I decided to write the lyrics in my mother-tongue, which is Swedish and we sincerely hope you will enjoy the frenzied moods of Finntroll.
Herra Sysi & Somnium
Helsinki '98"
Gegroet mede-heidenen!
De tape waarvan je nu trotse eigenaar bent is gemaakt onder sterke invloeden van Noordse folklore en Noords bier. De opnames gaan terug tot de winter van 1995. En de nummers werden op verschillende locaties opgenomen. Ik heb besloten de teksten in mijn moedertaal, het Zweeds, te schrijven en we hopen oprecht dat je van de razende sferen van Finntroll zal genieten.

## Bezetting
- Somnium - alle muziek, achtergrondzang en "unbearable drinking" (ondraaglijk drankgebruik)
- Katla (als "Herra Sysi" Mr. Steenkool) - alle teksten, zang en "unbearable drinking" (ondraaglijk drankgebruik)

## Tracklist
1. Intro/Haterop
2. Rivfader ("Scheurvader")
3. Vätteanda ("goblintij")
4. Den svarte älgens blod ("het bloed van de zwarte eland")
5. Midnattens widunder ("de verschrikking van middernacht")
6. Outro/Stigen

## Trivia
- De intro en outro zijn instrumentaal en staan alleen op deze demo.
- Den svarte älgens blod komt eveneens niet in latere albums van Finntroll terug. Dit nummer bevat enkel koorzang, geen echte tekst.